# Metallgesellschaft AG
Metallgesellschaft AG je ranije bio jedan od najvećih nemačkih industrijskih konglomerata sa sedištem u Frankfurtu. Imao je preko 20.000 zaposlenih i prihode većе od 10 milijardi američkih dolara. Imao je preko 250 podružnica specijalizovanih za rudarstvo, specijalne hemikalije (Chemetall), trgovinu, finansijske usluge i inženjering (Lurgi). Henri Merton & Кompani, Ltd je ranije bio ogranak preduzeća Metallgesellschaft.

## Spoljašnje veze
- Documents and clippings about  Metallgesellschaft AG u Novinskim arhivama 20. veka Nemačke nacionalne biblioteke ekonomije (ZBW)